# Waskaganish (terre réservée crie)
Pour les articles homonymes, voir Waskaganish.
Waskaganish (en cri : ᐧᐋᔅᑳᐦᐄᑲᓂᔥ ou Wâskâhîkaniš) est une terre réservée crie située en Eeyou Istchee, dans la région administrative du Nord-du-Québec, au Québec. Elle comprend un milieu urbanisé et y vivent les Cris de la Première Nation de Waskaganish.
Comme plusieurs autres entités autochtones, Waskaganish est composée d'une terre réservée de catégorie 1-A, de juridiction fédérale ainsi que d'un village de catégorie 1-B (voir Waskaganish), de juridiction provinciale. Malgré son nom, la terre de catégorie 1-A est celle où est situé le milieu villageois (zone urbanisée) de Waskaganish.

## Géographie
Le territoire de la terre réservée crie de Waskaganish est constitué de deux sections et doit être distingué du territoire de la municipalité de village cri homonyme. Une première section de la terre réservée est limitée au nord par la rivière Rupert et au sud par la rivière Broadback, à l'est de la baie de Rupert. Elle s'étend jusqu'à environ 25 kilomètres à l'est du littoral.
Une deuxième section est située au sud de la rivière Broadback et est limitée à l'ouest par la confluence de la rivière Nottaway avec la baie de Rupert. Elle suit le rivage de la rivière Broadback sur une distance d'environ 25 kilomètres et s'étend vers le sud sur une distance variant entre 1,5 et neuf kilomètres.
Quant à elle, la municipalité de village cri de Waskaganish est limitrophe du territoire de la terre réservée crie au coin nord-ouest de la première section, au nord de la rivière Rupert, et sur la face sud de la deuxième section, limitée au sud-ouest par la rivière Nottaway, qui suit une trajectoire ouest-sud-est. Un territoire non organisé (terres de catégorie II), dont le toponyme n'a toujours pas été déterminé, limite la totalité de la terre réservée crie sur sa face est.

## Toponymie
Waskaganish signifie « petite maison ». Il s'agit d'une appellation générique pour parler des installations de la Compagnie de la Baie d'Hudson sur les territoires cris.

## Histoire

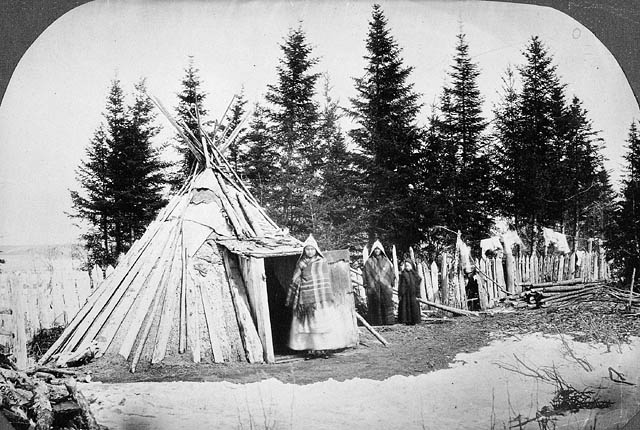
Tentes près de Rupert House (Waskaganish), 1865-1868.

Ce qui est connu comme la communauté de Waskaganish aujourd’hui était autrefois un territoire fréquenté par les chasseurs cris et un possible lieu de rassemblement estival.
Les Européens s’y rendent pour la première fois en 1668 à bord du Nonsuch. Le Fort Charles est construit la même année. Il s’agit du premier poste de traite de la région,. En 1670, le nom est changé pour Rupert’s House ou encore Fort Rupert en français. Le fort s’appellera également Fort Saint-Jacques à un certain moment sous le contrôle français. Le traité d'Utrecht, en 1713, confie la gestion du poste à la Compagnie de la Baie d'Hudson qui l’exploite jusqu’en 1755,. Il est pendant longtemps abandonné avant d’être rénové en 1822. À partir de ce moment, il prend plus d’importance dans le commerce des fourrures.
À l'hiver 1928-1929, seulement quatre castors sont apportés au poste, les populations ayant grandement chuté des suites de la trappe intensive. En 1932, une aire de protection du castor de plus de 18 600 km2 est créée entre les rivières Rupert et Eastmain allant de la Baie jusqu’au lac Nemiscau. L'init
iative a un grand succès,.
Le Gouvernement du Canada impose la Loi sur les Indiens sur les territoires cris au début des années 1940, ce qui change la structure politique locale. Le premier Chef élu de Rupert House est Frank Moar en 1947. À cette même époque, les enfants cris sont envoyés dans les pensionnats autochtones principalement à Fort George, mais également à Amos et à La Tuque.
Incorporé en municipalité de village cri en 1978, elle possède les noms de Fort Rupert en français, de Rupert House en anglais et de Waskagheganish en cri. En 1986, son nom officiel devient Waskaganish.
Depuis 2001, le village est accessible par route, via la route Billy-Diamond (auparavant la route de la Baie-James). Le village est un des neuf villages du Grand Conseil des Cris (Eeyou Istchee) et du Gouvernement de la nation crie.

## Démographie
La population de Waskaganish s'élève à environ 2 200 habitants, dont presque tous sont Cris. En dépit des appellations officielles des entités territoriales de Waskaganish, c'est la terre réservée crie (de catégorie 1-A) qui accueille de manière permanente la très grande majorité, voire fort probablement la totalité des Cris des environs. La population cumulée des deux territoires est d'ailleurs comptabilisée sur le territoire de catégorie 1-A.

Le recensement de 2006 y dénombre 1 864 habitants, soit 9,7 % de plus qu'en 2001.
| 2001  | 2006  | 2011  | 2016  |
| ----- | ----- | ----- | ----- |
| 1 699 | 1 864 | 2 206 | 2 196 |

### Langues
À Waskaganish, selon l'Institut de la statistique du Québec, la langue la plus parlée le plus souvent à la maison en 2011 sur une population de 2 205 habitants, est le cri à 92,06%, le français à 0,91% et l'anglais à 6,58%.

## Éducation
La Commission scolaire crie administre deux écoles à Waskaganish: l'École primaire Memorial Annie Whiskeychan (ᐋᓃ ᐧᐄᔥᑲᒑᓐ ᒋᔅᑯᑕᒫᒉᐅᑲᒥᒄ) et l'École Wiinibekuu (ᐧᐄᓂᐯᑰ ᒋᔅᑯᑕᒫᒉᐅᑲᒥᒄ),.

## Politique
Voici une liste incomplète des chefs de Waskaganish :
- Gordon Blackned (2015-2019)[16]
- Clarke Shecapio (2019-2023)[17]

## Personnalités
Personnalités originaires de Waskaganish :
- Billy Diamond, homme politique.